# Rozen Maiden
Rozen Maiden (jap. ローゼン・メイデン Rōzen Meiden) – manga wydana przez Peach-Pit. Głównym bohaterem jest Jun Sakurada, chłopiec w wieku gimnazjalnym, będący hikikomori, w którego posiadanie wchodzi lalka o imieniu Shinku. Wszystkie lalki z Rozen Maiden „żyją”. Lalkarz stworzył je w celu przeprowadzenia gry Alice Game, w której wygraną jest spotkanie z twórcą zwanym przez lalki Ojcem i stanie się Alicją – dziewczynką idealną.
Na jej podstawie powstały serie anime i seria OVA. 

## Fabuła
Jun Sakurada jest nastolatkiem, który na skutek traumatycznego przeżycia przestaje chodzić do szkoły. Pewnego dnia Jun znajduje na podłodze walizkę, w której jest lalka, wyglądająca jak człowiek. Po nakręceniu, lalka ożywa. Jun jest zmuszony złożyć przysięgę, że będzie jej Medium i że ona będzie mogła czerpać z niego moc. Lalka ma na imię Shinku. Jun dowiaduje się o tajemniczej „Grze Alicji” (Alice Game). Z czasem pojawiają się nowe lalki, aby rozpocząć grę. Lalki dochodzą jednak do wniosku, iż lepiej im jest razem i nie chcą się zabijać. Muszą powiedzieć Ojcu (Rozenowi), będącym ich twórcą, że nie mają zamiaru walczyć ze sobą i przekonać do tego pomysłu Suigintou – najbardziej niezależną lalkę. Gdy wszystkie trudności zdają się być zażegnane, pojawia się siódma lalka Rozena, co oznacza że czas zacząć prawdziwą „Grę Alicji”.

## Postacie

### Ludzie
- Jun Sakurada (jap. 桜田 ジュン Sakurada Jun) – nastolatek, który po wyjeździe rodziców za granice przestał chodzić do szkoły. Jest nerwowy i nie potrafi sobie poradzić z samym sobą. Jest Medium Shinku, potem stał się też Medium Suiseiseki.

Seiyū: Asami Sanada 
- Nori Sakurada (jap. 桜田 のり Sakurada Nori) – siostra Juna. Jest bardzo opiekuńcza i sympatyczna. Stara się pomóc bratu i namówić go do powrotu do szkoły.

Seiyū: Noriko Rikimaru 
- Tomoe Kashiwaba (jap. 柏葉 巴 Kashiwaba Tomoe) – dziewczynka z klasy Juna. Cicha i zamknięta w sobie. Bardzo jej zależy na powrocie Juna do szkoły. Była Medium Hinaichigo.

Seiyū: Masayo Kurata 
- Enju (jap. 槐)

Seiyū: Daisuke Ono 
- Shirosaki (jap. 白崎)

Seiyū: Takahiro Sakurai 

### Lalki
Lalki są podane w kolejności stworzenia.
- Suigintō (jap. 水銀燈 Suigintō; Mercury Lampe) – pierwsza lalka Rozena. Jej projekt miał być wycofany, ale ona sama z miłości do Rozena obudziła się do życia. Jest niedokończona (nie ma brzucha). Najbardziej zawzięta ze wszystkich lalek. Twierdzi, że może zostać Alicją nawet z takim ciałem. Nienawidzi Shinku. Bardzo zżyła się ze swoim medium. Walczy używając czarnych skrzydeł i piór. Jej duszkiem jest Meimei.

Seiyū: Rie Tanaka 
- Kanaria (jap. 金糸雀 Kanaria; Kanarienvogel) – druga lalka. Uważa się za najinteligentniejszą lalkę z Rozen Maiden. Sprawia wrażenie tchórzliwej, ale pokazuje też, że potrafi być lojalna i przyjacielska. Jej bronią są skrzypce. Duszkiem Kanarii jest Pizzicato.

Seiyū: Yumi Shimura 
- Suiseiseki (jap. 翠星石 Suiseiseki; Jade Stern) – trzecia lalka z Rozen Maiden. Ma charakterystyczne oczy: jedno czerwone, a drugie zielone. Jej bronią jest konewka, jest lalką-ogrodniczką i potrafi otwierać drzwi do ludzkich snów. Podobnie jak w przypadku Shinku, jej Medium jest Jun. Uważa, że bez swojej bliźniaczej siostry jest nieśmiała. Potrafi być wredna, ale tak naprawdę potrafiłaby oddać życie za swoje siostry. Jej duszkiem jest Sui Dream (Nefrytowy Sen).

Seiyū: Natsuko Kuwatani 
- Sōseiseki (jap. 蒼星石 Sōseiseki; Lapislazuli Stern) – bliźniacza siostra Suiseiseki. Tak samo jak ona, ma jedno oko czerwone, a drugie zielone. Jej bronią są nożyce ogrodowe. Jest bardziej poważna od Suiseiseki. Obie siostry obiecały sobie, że zawsze będą razem i będą się chronić. Jak Suiseiseki jest ogrodniczką i jak ona potrafi otwierać drzwi do ludzkich snów. Jej duszkiem jest Lempika.

Seiyū: Rika Morinaga 
- Shinku (jap. 真紅 Shinku; Reiner Rubin) – piąta lalka Rozena. Jest poważna i nie okazuje uczuć. Traktuje Juna jak sługę i nie pozwala mu się dotykać, lecz po pewnym czasie jej stosunek do niego zmienia się. Shinku bardzo kocha swoje siostry i nie chce walczyć, aby stać się Alicją, ponieważ woli żyć szczęśliwie ze swoimi siostrami. Do walki używa płatków róż. Duszkiem Shinku jest Hollie.

Seiyū: Miyuki Sawashiro 
- Hinaichigo (jap. 雛苺 Hinaichigo; Kleine Beere) – jest szóstą lalką. Jest bardzo dziecinna i rozpieszczona. Nazywana małą Ichigo lub Hiną. W walce używa pędów truskawek. Jest strachliwa. Po jakimś czasie zmienia się i dorośleje. Duszkiem Hiny jest Berrybell.

Seiyū: Sakura Nogawa 
- Kirakishō (jap. 雪華綺晶 Kirakishō; Schöner Schneeblüten Kristall) – jest prawdziwą siódmą lalką Rozena. Ma białe włosy i zamiast prawego oka posiada żyjącą białą róże. Jest bezwzględna i bardzo brutalna. Jej medium jest Odille Fosset, a sztucznym duszkiem Rosary. Walczy za pomocą kolczastych pnączy z białymi różami.
- Barasuishō (jap. 薔薇水晶 Barasuishō; Rozenkristall) – nie jest siódmą lalką, ani nawet jednym z dzieł Mistrza Rozena. To jedynie kopia prawdziwej Kirakishō wykonana przez jego ucznia - Enju. Właśnie dlatego jako jedyna nie ma własnego duszka (jak Pizzcato, Meimei czy Holie). Nie posiada również Mistycznej Róży, dlatego wbrew oczekiwaniom Enju nie mogła zostać Alicją. Jest bezwzględna i nie okazuje uczuć. Walczy za pomocą kryształów. Zamiast żyjącej róży w prawym oku posiada opaskę z nią na lewym oku. Nie występuje w mandze.

Seiyū: Saori Gotō 

## Manga
Manga, której twórcą jest duet Peach-Pit, ukazywała się pierwotnie w czasopiśmie „Gekkan Comic Birz” wydawnictwa Gentōsha od 2002 roku. Serializacja mangi została gwałtownie zakończona na 43. rozdziale przez autorów ze względu na problemy leżące po stronie redakcji. Ostatni rozdział ukazał się w tym czasopiśmie 30 maja 2007 roku.
Wydawanie mangi zostało przez autorów wznowione 17 kwietnia 2008 w konkurencyjnym czasopiśmie „Shūkan Young Jump” wydawnictwa Shūeisha. Peach-Pit wydali wcześniej także one-shot będący spin-offem Rozen Maiden zatytułowany Shōjo no tsukuri-kata (jap. 少女のつくり方) w 16. numerze tego czasopisma, wydanym 19 marca 2008 roku. Kolejny one-shot został wydany przez Peach-Pit 3 września 2013 roku, tym razem w czasopiśmie „Ribon”.
Ostatni rozdział mangi ukazał się w „Shūkan Young Jump” 9 stycznia 2014 roku. Seria została łącznie skompilowana w 10 tomach.

### Spin-off
W latach 2011–2014 w czasopiśmie „Ribon” wydawnictwa Shūeisha publikowana była manga zatytułowana Rozen Maiden dolls talk (jap. ローゼンメイデン dolls talk) autorstwa Haru Karuki. Pierwszy rozdział ukazał się 1 grudnia 2011. Ostatni rozdział ukazał się 3 kwietnia 2014.
Choboraunyopomi jest autorką innego spin-offu, zatytułowanego Maite wa ikenai Rozen Maiden (jap. まいてはいけないローゼンメイデン), który był publikowany w  czasopiśmie „Miracle Jump” wydawnictwa Shūeisha. Pierwszy rozdział tej mangi ukazał się w tym czasopiśmie 27 grudnia 2012.
W styczniowym numer czasopisma „Ultra Jump” wydawnictwa Shūeisha ogłoszono, że duet Peach-Pit rozpocznie publikację nowej mangi, zatytułowanej Rozen Maiden 0, w marcowym numerze tego czasopisma, wydanym 19 lutego 2015. Ostatni rozdział tej mangi ukazał się w tym czasopiśmie 19 marca 2019 roku.

## Anime
Na podstawie mangi powstała adaptacja anime wyprodukowana przez studio Nomad. Reżyserem serii został Kō Matsuo, za scenariusze odpowiadają Jukki Hanada, Mari Okada oraz Tsuyoshi Tamai, a za projekty postaci Kumi Ishii. Muzykę skomponował Shinkichi Mitsumune. Serie emitowane były na TBS.

### Rozen Maiden
| #  | Tytuł                                                  | Premiera w Japonii   |
| -- | ------------------------------------------------------ | -------------------- |
|    |                                                        |                      |
| 01 | Bara otome Fräulein Rose (薔薇乙女 Fräulein Rose)      | 7 października 2004  |
| 02 | Hinaichigo Kleine Beere (雛苺 Kleine Beere)            | 14 października 2004 |
| 03 | Suigintō Mercury Lampe (水銀燈 Mercury Lampe)          | 21 października 2004 |
| 04 | Suiseiseki Jade Stern (翠星石 Jade Stern)              | 28 października 2004 |
| 05 | Kaidan Die Treppe (階段 Die Treppe)                    | 4 listopada 2004     |
| 06 | Namida Tränen (涙 Tränen)                              | 11 listopada 2004    |
| 07 | Yume Träume (夢 Träume)                                | 18 listopada 2004    |
| 08 | Sōseiseki Lapislazuli Stern (蒼星石 Lapislazuli Stern) | 25 listopada 2004    |
| 09 | Ori Die Gefängnis (檻 Die Gefängnis)                   | 2 grudnia 2004       |
| 10 | Betsuri Abschied (別離 Abschied)                       | 9 grudnia 2004       |
| 11 | Unmei Schicksal (運命 Schicksal)                       | 16 grudnia 2004      |
| 12 | Shinku Reiner Rubin (真紅 Reiner Rubin)                | 23 grudnia 2004      |

### Rozen Maiden Träumend
Powstawanie drugiej serii anime, która miałaby zostać wyemitowana w 2005 roku, zostało ogłoszone za pośrednictwem czasopisma „Gekkan Comic Birz” w marcu 2005 roku.
| #  | Tytuł                 | Premiera w Japonii   |
| -- | --------------------- | -------------------- |
|    |                       |                      |
| 01 | Barasuishō (薔薇水晶) | 20 października 2005 |
| 02 | Enju (槐)             | 27 października 2005 |
| 03 | Kanaria (金糸雀)      | 3 listopada 2005     |
| 04 | Keiyaku (契約)        | 10 listopada 2005    |
| 05 | Tegami (手紙)         | 17 listopada 2005    |
| 06 | Tenshi (天使)         | 24 listopada 2005    |
| 07 | Chakai (茶会)         | 1 grudnia 2005       |
| 08 | Ningyoushi (人形師)   | 8 grudnia 2005       |
| 09 | Imashime (戒)         | 15 grudnia 2005      |
| 10 | Tomoe (巴)            | 12 stycznia 2005     |
| 11 | Baraen (薔薇園)       | 19 stycznia 2005     |
| 12 | Shōjo (少女)          | 26 stycznia 2006     |

### Rozen Maiden Ouvertüre
W sierpniu 2006 roku pojawiła się informacja, że zostanie wyprodukowana seria OVA, której produkcją zajmie się TBS.
| #  | Tytuł         | Premiera w Japonii (TBS) |
| -- | ------------- | ------------------------ |
|    |               |                          |
| 01 | Zenpen (前編) | 22 grudnia 2006          |
| 02 | Kōhen (後編)  | 23 grudnia 2006          |